# Mount Belgrave
Mount Belgrave ist ein über 1200 m hoher, markanter Berggipfel im ostantarktischen Viktorialand. Er ragt 2,5 km westlich des Mount Creak im südlichen Abschnitt der Kirkwood Range in den Prince Albert Mountains auf. 
Namensgeber ist Douglas Vincent Belgrave, Teilnehmer und Leiter zahlreicher geodätischer Projekte des neuseeländischen Antarktisprogramms zwischen 1984 und 1997.